# Азартні ігри у Тайвані
Азартні ігри на Тайвані заборонені Кримінальним кодексом Китайської Республіки. Державні лотереї, як і лотерея Uniform Invoice, є єдиною легальною формою азартних ігор на Тайвані. Будівництво казино на деяких прибережних островах було узаконено 2009 року, хоча жодне досі не було побудовано. Деякі азартні ігри (наприклад, карти та маджонг) дозволені або в особливі дні, або за особливих обмежених обставин.

## Історія
Острів Тайвань має давню історію азартних ігор, з великою популярністю в епоху династії Цін 17-го, 18-го та 19-го століття. Місцеві жителі брали участь у понад 100 відомих азартних іграх. На думку істориків, найпопулярнішою грою був «flower match».
Після цього влада Тайваню почала вводити цілий ряд обмежень щодо ігор, включаючи невдалу спробу заборони 1897 року. У період японської колонізації, азартні ігри в Тайвані були незаконними, ними опікувалась японська організована злочинність.
Введений у 1935 р. Кримінальний кодекс Китайської Республіки забороняв як азартні ігри, так і надання місця проведення азартних гравців (наприклад, казино). Відповідно до закону, гравцям дозволено грати в карти без грошового виграшу, наприклад, на сірники, а громадяни можуть грати в такі ігри, як маджонг, на китайський Новий рік як у «тимчасову розвагу».
1951 року на Тайвані представлена лотерея Uniform Invoice. Інші форми азартних ігор, такі як казино, ігри в покер та букмекери, залишаються незаконними. Деякі політичні діячі стверджують, що в результаті процвітають нелегальні казино, різні ігри та спортивні ставки. 1997 року троє відомих тайванських бейсболістів зізналися у договірних матчах за дорученням незаконних гральних синдикатів.
Законодавчий орган Тайваню обговорює ряд пропозицій, спрямованих на легалізацію ігор у стилі казино.

## Інтернет-казино

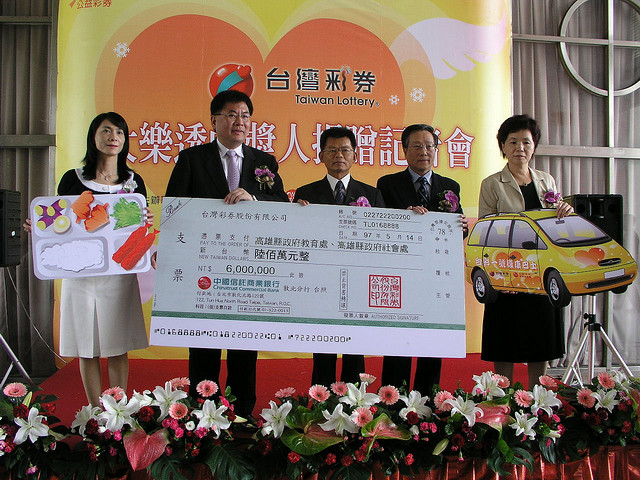
Нагородження переможця тайваньської лотереї 2008 року. Урядові лотереї є одними з єдиних легальних форм азартних ігор на Тайвані.

В останні роки сайти онлайн-азартних ігор стали популярними серед громадян Тайваню.
Падіння популярності державних лотерей призвело до великих збитків серед банків, які ними керують, як, наприклад, банк Тайбей Фубон. До 2003 року для тайваньських клієнтів вже було доступно 2000 ігрових сайтів.
У 2003 році Бюро кримінальних розслідувань оголосило, що притягло до відповідальності 300 тайваньських клієнтів онлайн-казино, заснованого у Британії, Sportingbet. Компанія стверджувала у відповідь, що вона не порушувала законів Тайваню.

## Незаконні азартні ігри
У січні 2013 року влада Тайваню оголосила, що вони розслідують передбачувану передачу тайваньськими гравцями 180 млн $ до казино в Макао через тайванську філію Melco Crown, спільне підприємство Гонконгу та Австралії.
У лютому 2013 року влада виявила, що відчайдушні азартні гравці, шукаючи будь-якої можливості робити ставки, ставили на тривалість життя смертельно хворих на рак людей. Звіти свідчать, що сім'ї бідних пацієнтів погодилися брати участь, оскільки це дозволило їм заплатити за гідне поховання родича.